# Жоров, Исаак Соломонович
Исаа́к Соломо́нович Жо́ров (1898, Могилёв — 17 апреля 1976, Москва) — советский учёный-медик, хирург, один из основоположников советской анестезиологии и создатель первой советской анестезиологической школы, профессор (1938).

## Биография
Родился в семье ремесленника Залмана Абрам-Ошеровича Жорова и его жены Бейлы Генуховны Балтер в Могилёве в 1898 году. В 1915-м поступил в фельдшерское училище, работал сельским врачом в оккупированной немцами Могилёвской губернии. В феврале 1918 года вступил в ряды Красной армии, участвовал в гражданской войне. После окончания войны был откомандирован на учёбу в Москву на медицинский факультет МГУ, был учеником Н. Н. Бурденко и П. А. Герцена. После окончания учёбы работал главным хирургом московских больниц на Басманной и Трёхгорной. И сам стал основоположником школы хирургии и анестезиологии.
В 1937 году опубликовал монографию «Неингаляционный наркоз в хирургии», ставшую классическим учебным пособием.

### В годы Великой Отечественной войны
Через 5 дней после начала войны добровольно пошёл на фронт, служил главным хирургом 31-й армии, затем был назначен главным хирургом 33-й армии. B 1941 году вместе с частями 33-й армии попал в окружение, был контужен. С апреля 1942 года считался пропавшим без вести. В оккупации организовал работу госпиталя для местных жителей и пленных. С 1942 года руководил подпольной группой по переброске раненых солдат партизанам под видом умерших больных.
11 марта 1943 года район был освобождён частями Советской Армии, Жоров был назначен главным хирургом 1-го Белорусского фронта (под командованием маршала К. К. Рокоссовского). Руководил медицинским обеспечением крупнейших наступательных операций Советской Армии на Орловско-Курской дуге, в Висло-Одерской и Берлинской операциях. В его личном архиве хранятся письма командующего 1-м Белорусским фронтом маршала Советского Союза К. К. Рокоссовского, маршала артиллерии В. И. Казакова, генерала-полковника танковых войск Г. Н. Орла и других военачальников, содержащие слова признания его военных заслуг и лично выполненных операций, которые спасли жизнь тысячам солдат и офицеров.

### Возвращение к научной работе
После войны вернулся к научной и преподавательской работе в Первый медицинский институт заведующим кафедрой факультетской хирургии. Под его руководством защищено и написано 19 докторских и 55 кандидатских диссертаций.
Был избран почётным членом Королевского хирургического колледжа Великобритании, общества анестезиологов Ирландии и Великобритании, медицинского общества Чехословакии им. Пуркинье, анестезиологов и реаниматологов Германии и многих других.
Им опубликовано 160 печатных трудов, 7 монографий. Такие работы, как «Развитие обезболивания в России и в СССР», «Общее обезболивание в хирургии» послужили основой первого в стране руководства — «Общее обезболивание» (1964 г.). Четырежды удостаивался медалей ВДНХ СССР за свои разработки в области медицинской техники и медикаментов для анестезии и реанимации.
Эти работы сделали его главой школы анестезиологов в нашей стране, руководимая им клиника стала ведущей в анестезиологии.

### «Дело врачей»
В 1953 году публично выступил с трибуны Первого медицинского института в защиту обвиняемых по «Делу врачей», назвав их гордостью советской медицины, вслед за чем был арестован. Лично за него ходатайствовали Г. К. Жуков и К. К. Рокоссовский. Реабилитирован и выпущен на свободу в период «оттепели».

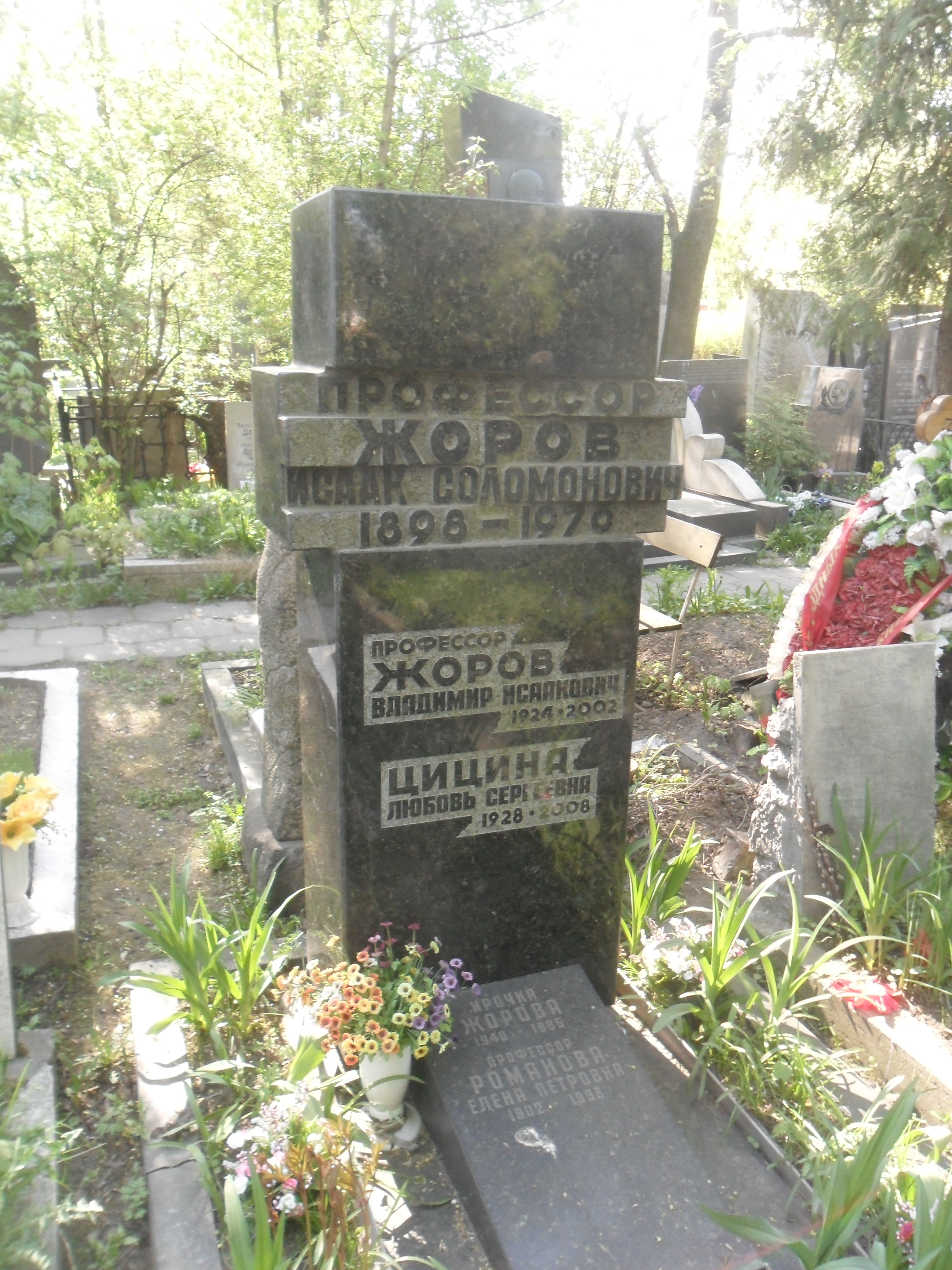
Могила Жорова на Новодевичьем кладбище Москвы.

Умер 17 апреля 1976 года в Москве и был похоронен на Новодевичьем кладбище, участок № 3.

## Семья
- Жена — Елена Петровна Романова (1902—1993), доктор медицинских наук, профессор, в 1953—1969 годах — руководитель отделения патологии беременности в Институте акушерства и гинекологии Министерства здравоохранения РСФСР.
- Сын — Владимир Исаакович Жоров (1924—2002) — доктор медицинских наук, профессор. Похоронен на Новодевичьем кладбище.
- Дочь — Ирина Исааковна Жорова (1940—1985), кардиолог.
- Внучка Татьяна Жорова (род. 1952), правнучка — Алёна (1983).

## Труды
И. С. Жоров опубликовал 160 печатных трудов, 7 монографий. Некоторые научные монографии и публикации:
- Неингаляционный наркоз в хирургии. — 1937.
- Развитие обезболивания в России и в СССР. — 1951.
- Общее обезболивание в хирургии. — М., 1959.
- Общее обезболивание. — М., 1964.

Мемуары:
- Жоров И. С. В тылу врага под Вязьмой. // Военно-исторический журнал, 1965, № 6.
- И. С. Жоров — хирург 33-й армии: Стенограмма беседы с И. С. Жоровым 6 ноября 1946 г. из фонда Комиссии по истории Великой Отечественной войны//Архив еврейской истории. Т. 9. М., 2017.